# Alexei Andrejewitsch Chowanski

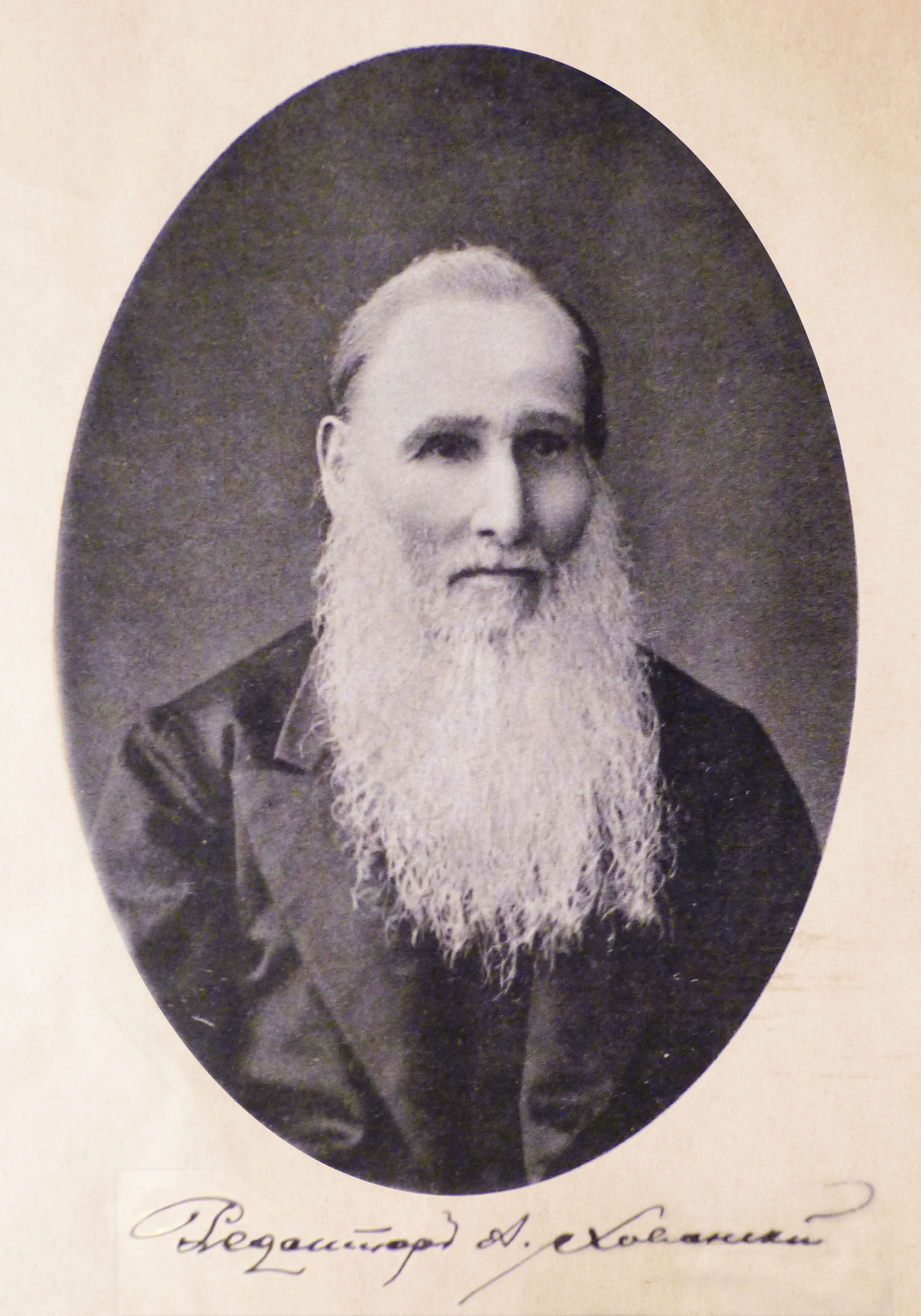
Alexei Andrejewitsch Chowanski

Alexei Andrejewitsch Chowanski (russisch Алексей Андреевич Хованский; * 1814 in Pensa; † 29. Januar 1899 in Woronesch) war ein russischer Verleger, der mit eigenen Mitteln die erste russische sprachwissenschaftliche Zeitschrift Filologitscheskije Sapiski herausgab. Diese Zeitschrift leitete er 40 Jahre lang. Als Anerkennung seiner Verdienste um russische Sprache wurde er zum Ritter des Orden der Heiligen Anna und des Orden des Heiligen Wladimir ernannt.
Viele berühmte russische und slawische Gelehrte veröffentlichten ihre Artikel und Beiträge in seiner Zeitschrift. Er war zwar „nur“ ein Russischlehrer, doch hielten ihn viele Wissenschaftler für Ihresgleichen. Fjodor Buslajew, Mitglied der kaiserlich-russischen Akademie der Wissenschaften sagte: „Chowanski war nicht nur ein Verleger fremder Beiträge, sondern ein echter Herausgeber, das heißt ein Spezialist, der die Beiträge seiner Autoren ergänzte oder gar korrigierte“.
Der Hauptinhalt seiner Tätigkeit war die Schaffung einer „Methode für einen intelligenteren, rationelleren und praktischeren Unterricht der Muttersprache.“
Diese Methode nannte er «Das lebendige Wort»: «Ein lebendiges und faszinierendes Wort ist eine große Macht, die die Aufmerksamkeit des Publikums erobern kann, die Kraft, die Herzen und Gefühle bewegt, – man kann sagen – die Seele der Unterrichtspraxis. Eine charmante und witzige Geschichte hat eine große Bedeutung für jedes wissenschaftliche Fach».
Nach seinem Tod im Jahre 1899 wurde der Chowanski-Fonds gegründet, der einen jährlichen Preis für den besten Lehrer ausschrieb.